# Goera tajimaensis
Goera tajimaensis là một loài trong họ Goeridae. Chúng phân bố ở miền Cổ bắc.